# Vincent Mangano
Vincent Mangano vel Vincenzo Giovanni Mangano (ur. 28 marca 1888, zm. 19 kwietnia 1951?) – boss należącej do pięciu rodzin mafijnych w Nowym Jorku rodziny Mangano; na jej czele stanął po zakończeniu wojny castellammaryjskiej.
Do  Stanów Zjednoczonych przybył w 1922 roku, wspólnie z ojcem i Joem Profacim. Początkowo pracował dla rodziny Ala Minei. Po jego zabójstwie w czasie wojny castellammaryjskiej, objął stery w gangu. Po zamordowaniu Joego Masserii wraz z kilkoma innymi gangsterami (m.in. ze „Szczęściarzem” Luciano) przeszedł do ekipy Salvatora Maranzany.
W 1931 roku stanął na czele rodziny mafijnej (rządził razem z młodszym bratem Philipem „Philem”), której przewodniczył do 19 kwietnia 1951 roku. Tego dnia w rejonie mokradeł Sheepshead Bay na Brooklynie znaleziono zwłoki Philipa; zwłok Vincenta nigdy nie odnaleziono.
Za ich zabójstwem stał, najprawdopodobniej, Albert Anastasia, który za namową Franka Costelli pozbył się braci.